# Adam Jones (Historiker)
Adam Jones (* 4. Oktober 1950 in London) ist ein britischer Historiker und Afrikawissenschaftler. Er war von 1995 bis 2016 Professor für Geschichte und Kultur Afrikas an der Universität Leipzig.

## Leben
Jones studierte an der Universität Oxford Neuere Geschichte und Germanistik, arbeitete dann als Lehrer in Sierra Leone. Er promovierte 1979 am Centre of West African Studies der University of Birmingham im Fach Afrikanische Geschichte mit einer Arbeit über die Geschichte des Landes Galinhas im heutigen Sierra Leone zwischen ca. 1650 und 1890. Er habilitierte sich am Institut für Historische Ethnologie der Universität Frankfurt am Main und wurde 1995 als Professor für Geschichte und Kultur Afrikas an das Institut für Afrikastudien der Universität Leipzig berufen. Im Oktober 2016 wurde er emeritiert.
Er befasst sich unter anderem mit Quellen zur (west-)afrikanischen Geschichte und Geschichte der deutschen Afrikanistik. Er ist Herausgeber der Zeitschrift History in Africa.
Jones ist mit der Pianistin Mariko Mitsuyo verheiratet. Sie leben auf einem ehemaligen Bauernhof in Polenz bei Leipzig.

## Schriften
- German sources for West African history 1599–1669. Steiner, Wiesbaden 1983, ISBN 3-515-03728-4.
- From slaves to palm kernels. A history of the Galinhas country (West Africa), 1730–1890 (= Studien zur Kulturkunde, 68), Steiner, Wiesbaden 1983.
- Brandenburg sources for West African history 1680–1700, Steiner, Stuttgart 1985, ISBN 3-515-04315-2.
- Zur Quellenproblematik der Geschichte Westafrikas. 1450–1900, Steiner, Wiesbaden 1990.
- mit Albert van Dantzig (Hrsg.): Pieter de Marees, Description and historical account of the gold kingdom of Guinea (1602), Oxford 1987.
- mit P. E. H. Hair, Robin Law (Hrsg.): Barbot on Guinea. The Writings of Jean Barbot on West Africa 1678–1712, 2 Bände, London 1992.
- Herausgeber: West-Africa in the mid seventeenth century. An anonymous dutch manuscript. Transcribed, translated and edited by Adam Jones, Atlanta 1995.
- Herausgeber: Olfert Dapper`s description of Benin (1668), Madison 1998.
- Africa in World History. In: Storia della Storiografia, Band 35, 1999, S. 75–82.
- „I am all the same as god.“ Königliche Körper und Menschenopfer in drei westafrikanischen Staaten (18.–19. Jahrhundert). In: Franz-Reiner Erkens (Hrsg.): Die Sakralität von Herrschaft, Akademie Verlag, Berlin 2002, S. 184–197.
- Herausgeber: Religious Space and the Shaping of Gender Encounters in African Christianity (= Comparativ. Zeitschrift für Globalgeschichte und Vergleichende Gesellschaftsforschung). 17, Heft 5/6, 2007, S. 1–145.
- Travellers and exploration. Europeans (1500–1800), und mit Donald Simpson: Travellers and exploration. Europeans (since 1800). In: John Middleton, Joseph C. Miller (Hrsg.): New Encyclopedia of Africa, Band 5, Scribners, Detroit 2008, S. 98–103.
- Written Sources for the Material Culture of the Gold Coast before 1800. A Provisional Checklist. In: Journal des Africanistes, Band 75, 2006, S. 99–100, 282–316.
- Afrika bis 1850 (= Neue Fischer Weltgeschichte), Frankfurt am Main 2016, ISBN 978-3-10-010839-5.